# John Jennings (fartyg)
John Jennings är en k-märkt svensk tidigare bogserbåt.
John Jennings byggdes på Wennbergs mekaniska verkstad i Karlstad 1920 för egen räkning och såldes 1926 till Robertsfors bruk i Sikeå, som döpte henne till John Jennings. Hon övertogs 1948 av Mo och Domsjö AB med Norrbyskär och Domsjö som hemmahamnar.
År 1981 köptes hon av Frälsningsarméns Förlags AB i Stockholm för att gå i passagerartrafik mellan Stockholm och Kurön. År 1997 såldes hon till Mattsson Maskin Invest i Mariehamn på Åland och 2002 vidare till en ägare i Ekenäs i Finland. Åren 2004–2007 tjänstgjorde hon som isbrytare för en åländsk ägare för flistransporter mellan Åland och Gävle, varefter hon från 2007 återkom till Sverige med Kalmar som hemmahamn. Hon k-märktes 2014.